# 布埃諾河

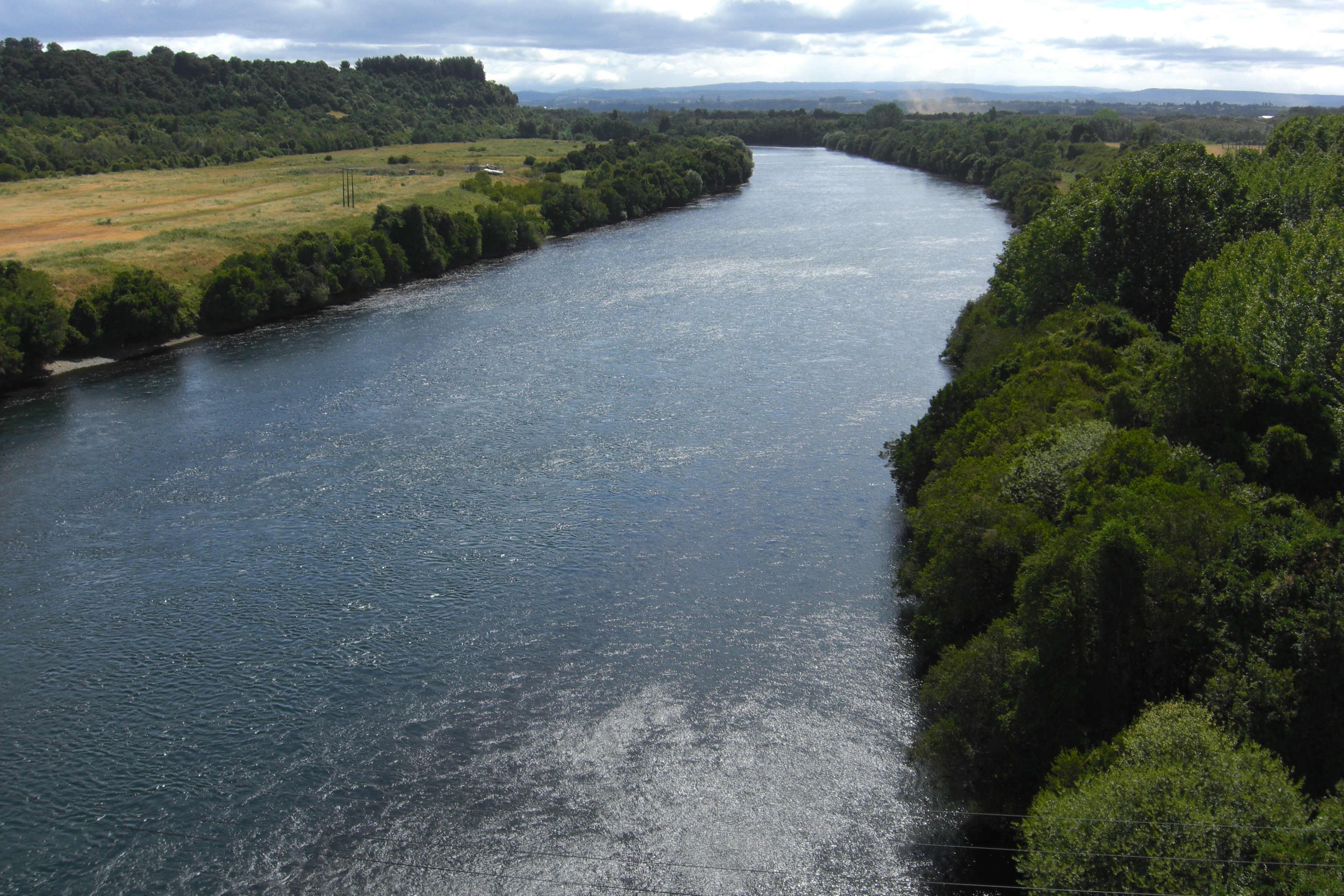
布埃諾河

布埃諾河（西班牙語：Río Bueno）是智利的河流，位於該國南部，河道全長130公里，集水區面積15,367平方公里，發源自蘭科湖，最終注入太平洋，平均流量每秒760立方米。